# Августовка (Черниговская область)
Августовка (укр. Августівка) — село, Ичнянский городской совет,
Ичнянский район, Черниговская область, Украина.
Код КОАТУУ — 7421710101. Население по переписи 2001 года составляло 218 человек.

## Географическое положение
Село Августовка примыкает к пгт Дружба,
на расстоянии в 1 км от села Дзюбовка.
Рядом проходит железная дорога, станция Августовский.
К селу примыкают небольшие лесные массивы.

## История
- 1800 год — дата основания.
- Есть на карте 1869 года как хутор без названия[2]
- В 1911 году на хуторе Айгустов(Заимка) жило 162 человека (82 мужского и 80 женского пола)[3]

## Экология и Происшествия
- В 2-х км от села расположен 6-й арсенал Командования сил поддержки ВС Украины (≈28 га).
- 8 октября 2018 года на арсенале произошёл взрыв. 10000 эвакуированы.